# Emitery miękkie
Emitery miękkie - inaczej zwane emiterami promieniowania miękkiego, jest to grupa izotopów promieniotwórczych, które emitują promieniowanie o niskiej energii. Koronnym przykładem może być węgiel-14 - emiter miękkiego promieniowania beta minus. Izotopy tego rodzaju są stosowane dosyć powszechnie w eksperymentach radiometrycznych, ze względu na fakt, iż dzięki ich zastosowaniu zbieramy informacje tylko z grubości tzw. cienkiej warstwy (zmniejsza to błędy i zakłócenia pochodzące z roztworu). Ponadto ich zastosowanie zwiększa bezpieczeństwo pracy (większość nisko energetycznych cząstek beta minus jest zatrzymywana przez skórę).